# Штадтбан Рейн-Рур
Штадтбан Рейн-Рур (нім. Stadtbahn Rhein-Ruhr) — парасолькова система всіх ліній штадтбану, включених до інтегрованої мережі громадського транспорту VRR, що охоплює метропольний регіон Рейн-Рур у західній Німеччині, 
проте не має у своєму складі штадтбанів Кельна і Бонн, що інтегровані в Verkehrsverbund Rhein-Sieg.

## Історія
На початку 1960-х років автомобільний рух у районі Рейн-Рур збільшився, як і в інших німецьких мегаполісах. 
Існуючі трамваї вважалися перешкодою для міст, орієнтованих на автомобілі. 
Тому ці трамваї слід перемістити на дистанції метро під центром міста, якщо їх не замінять автобусними маршрутами.
Міста Бохум, Кастроп-Рауксель, Дортмунд, Дуйсбург, Ессен, Гельзенкірхен, Герне, Мюльгайм-на-Рурі, Оберхаузен, Реклінгхаузен і Ваттеншайд заснували «Stadtbahngesellschaft Ruhr» в 1969 році для координації перетворення трамвайних маршрутів на штадтбан . 
Дюссельдорф і Гаттінген приєдналися в 1972 році; відтоді кооперація має назву «Stadtbahngesellschaft Rhein-Ruhr». 
Віттен приєднався в 1981 році, Реклінгхаузен — в 1982 році.
Початкові плани передбачали модернізацію до 300 км трамвайних ліній крок за кроком. 
Більшість із запропонованих ліній планувалися у напрямку північ-південь і відгалужувалися від головної лінії, яка б проходила у напрямку схід-захід. 
Через фінансові обмеження та спад економіки у регіоні багато дистанцій що спочатку були заплановані не були побудовані. 
Як наслідок, всередині трамвайних мереж метрової колії є ізольовані лінії штадтбану стандартної колії – одним із прикладів може бути лінія U35 у Бохумі.

## Складові
Існує п'ять мереж штадтбану, що складають штадтбан Рейн-Рур (їх операційні компанії показані в дужках):
- Бохумський штадтбан (BOGESTRA[en]) — 1 лінія
- Дортмундський штадтбан (Dortmunder Stadtwerke[en] (DSW21)) — 8 ліній
- Дуйсбурзький штадтбан[en] (DVG[de]) – 1 лінія
- Дюссельдорфський штадтбан (Rheinbahn[en]) — 7 ліній
- Ессенський штадтбан (Ruhrbahn[de]) — 3 лінії

### Лінії
Станом на 2016 рік штадтбан Рейн-Рур має 23 лінії::
| Номер | Мережа                                              | Міста на маршруті             | Станцій (підземна) | Дата відкриття                                    |
| ----- | --------------------------------------------------- | ----------------------------- | ------------------ | ------------------------------------------------- |
| U11   | Ессенський штадтбан                                 | Ессен, Гельзенкірхен          | 23 (14)            | 1 червня 1986                                     |
| U17   | Ессенський штадтбан                                 | Ессен                         | 17 (12)            | 27 листопада 1981                                 |
| U18   | Ессенський штадтбан                                 | Ессен, Мюльгайм               | 17 (10)            | 28 травня 1977                                    |
| U35   | Бохумський штадтбан                                 | Бохум, Герне                  | 21 (15)            | 2 вересня 1989                                    |
| U41   | Дортмундський штадтбан                              | Дортмунд, Люнен               | 28 (12)            | 27 травня 1983 / 2 червня 1984                    |
| U42   | Дортмундський штадтбан                              | Дортмунд                      | 28 (7)             | 15 травня 1976 / 26 вересня 1992 / 16 червня 2002 |
| U43   | Дортмундський штадтбан                              | Дортмунд                      | 34 (5)             | 27 квітня 2008                                    |
| U44   | Дортмундський штадтбан                              | Дортмунд                      | 19 (4)             | 27 квітня 2008                                    |
| U45   | Дортмундський штадтбан                              | Дортмунд                      | 8 (7)              | 2 червня 1984                                     |
| U46   | Дортмундський штадтбан                              | Дортмунд                      | 7 (7)              | 27 May 1983 / 2 June 1996                         |
| U47   | Дортмундський штадтбан                              | Дортмунд                      | 27 (8)             | 2 June 1984                                       |
| U49   | Дортмундський штадтбан                              | Дортмунд                      | 11 (8)             | 1990                                              |
| U70   | Дюссельдорфський штадтбан                           | Дюссельдорф, Крефельд, Мербуш | 17 (5)             | 6 серпня 1988                                     |
| U71   | Дюссельдорфський штадтбан                           | Дюссельдорф                   | 42 (6)             | 21 лютого 2016                                    |
| U72   | Дюссельдорфський штадтбан                           | Дюссельдорф, Ратінген         | 31 (6)             | 21 лютого 2016                                    |
| U73   | Дюссельдорфський штадтбан                           | Дюссельдорф                   | 23 (6)             | 21 лютого 2016                                    |
| U74   | Дюссельдорфський штадтбан                           | Дюссельдорф, Мербуш           | 31 (8)             | травень 1994                                      |
| U75   | Дюссельдорфський штадтбан                           | Дюссельдорф, Нойс             | 28 (7)             | травень 1994                                      |
| U76   | Дюссельдорфський штадтбан                           | Дюссельдорф, Крефельд, Мербуш | 28 (6)             | 6 серпня 1988                                     |
| U77   | Дюссельдорфський штадтбан                           | Дюссельдорф                   | 22 (8)             | травень 1994                                      |
| U78   | Дюссельдорфський штадтбан                           | Дюссельдорф                   | 15 (8)             | 6 травня 1988                                     |
| U79   | - Дуйсбурзький штадтбан - Дюссельдорфський штадтбан | Дуйсбург, Дюссельдорф         | 45 (21)            | 6 серпня 1988                                     |
| U83   | Дюссельдорфський штадтбан                           | Дюссельдорф                   | 35 (6)             | 21 лютого 2016                                    |

## Рухомий склад
Для регіону Рейн-Рур були розроблені нові стандартизовані поїзди штадтбану під назвою Stadtbahnwagen B. 
Проте різні компанії замовляли їх з різною компоновкою довжини, розташування дверей тощо.
Трамвайні лінії досі використовують колишній рухомий склад і нові низькопідлогові трамваї, де проекти штадтбану були зупинені або серйозно затримані.
B-Wagen списуються. 
У Бохумі B80D-wagen на початок 2020-х замінюють новим високопідлоговим Stadler Variobahn на U35.